# Reach Out and Touch (Somebody’s Hand)
«Reach Out and Touch (Somebody’s Hand)» (с англ. — «Протяни руку и коснись (чьей-то руки)») — дебютный сольный сингл американской певицы Дайаны Росс, выпущенный в 1970 году на лейбле Motown и вошедший в её дебютный студийный альбом Diana Ross.

## История создания
Дайана Росс, только что покинувшая группу The Supremes, с которой она выступала в течение десяти лет, искала материал для записи дебютного альбома. Песню для неё написали и спродюсировали именитые сонграйтеры Николас Эшфорд и Валери Симпсон, аранжировкой занимался Пол Райзер. Песня по большей части является соулом, но ощутимо больше влияние госпела, в ней певица призывает общественность к добру и миру; подобные мотивы можно ранее было услышать в песнях The Supremes «I’m Livin’ in Shame» и «Love Child».

## Коммерческий приём
«Reach Out and Touch» достигла пика под номером двадцать в американском чарте Billboard Hot 100, достигла десятой строчки в чарте Cash Box Top 100, и седьмой строчки в R&B-чарте. Всего было продано более 500 000 копий. В Канаде песня поднялась до 23 позиции. В августе 1970 года песня добралась до Великобритании, где добралась до 33 строчки.
И хоть сингл не стал таким успешным, как планировалось, со временем она стала «визитной карточкой» артистки, она исполняла её на множестве концертов, а также включала во всевозможные сборники.

## Позиции в хит-парадах
| Хит-парад (1970)                      | Высшая позиция |
| ------------------------------------- | -------------- |
| Канада (RPM 100 Singles)              | 48             |
| Нидерланды (Dutch Top 40)             | 13             |
| Великобритания (OCC UK Singles)       | 33             |
| США (Billboard Hot 100)               | 20             |
| США (Billboard Hot R&B/Hip-Hop Songs) | 7              |
| США (Billboard Adult Contemporary)    | 18             |
| США (Cash Box Top 100)                | 21             |